# Lürschau
Lürschau település Németországban, Schleswig-Holstein tartományban. Lakosainak száma 1095 fő (2023. december 31.).

## Népesség
A település népességének változása:
| Lakosok száma | 817  | 1090 | 1100 | 1081 | 1074 | 1095 |
|               | 1975 | 2017 | 2019 | 2021 | 2022 | 2023 |